# Guiné nos Jogos Olímpicos de Verão de 1996
Guiné participou dos Jogos Olímpicos de Verão de 1996 em Atlanta, Estados Unidos. A delegação foi composta por cinco desportistas que competiram no atletismo e no boxe.

## Desempenho

### Atletismo
Masculino
| Atleta           | Evento              | Eliminatórias | Eliminatórias | Quartas-de-final | Quartas-de-final | Semifinais  | Semifinais  | Final       | Final       |
| Atleta           | Evento              | Res.          | Pos.          | Res.             | Pos.             | Res.        | Pos.        | Res.        | Pos.        |
| ---------------- | ------------------- | ------------- | ------------- | ---------------- | ---------------- | ----------- | ----------- | ----------- | ----------- |
| Robert Loua      | 100 m               | 11.21         | 8º/bat. 12    | Não avançou      | Não avançou      | Não avançou | Não avançou | Não avançou | Não avançou |
| Joseph Loua      | 200 m               | 20.81         | 4º/bat. 6     | 21.01            | 7º/bat. 4        | Não avançou | Não avançou | Não avançou | Não avançou |
| Amadou Sy Savané | 400 m com barreiras | 50.90         | 7º/bat. 4     |                  |                  | Não avançou | Não avançou | Não avançou | Não avançou |

Feminino
| Sylla M'Mah Touré | 200 m | 26.64 | 8º/bat. 2 | Não avançou | Não avançou | Não avançou | Não avançou | Não avançou | Não avançou |

### Boxe
| Atleta           | Peso               | Fase de 32                 | Oitavas de final       | Quartas de final       | Semifinais             | Final                  | Final |
| Atleta           | Peso               | Adversário e resultado     | Adversário e resultado | Adversário e resultado | Adversário e resultado | Adversário e resultado | Pos.  |
| ---------------- | ------------------ | -------------------------- | ---------------------- | ---------------------- | ---------------------- | ---------------------- | ----- |
| Aboubacar Diallo | Meio-médio-ligeiro | TUR N. Süleymanoğlu D 5–21 | Não avançou            | Não avançou            | Não avançou            | Não avançou            | =17º  |

Legenda
| Recorde mundial      | Recorde mundial (World record)               |                       | Recorde africano                      | Recorde africano (African) |                                           | Q | Classificado por posição (Qualified) |
| Recorde olímpico     | Recorde olímpico (Olympic record)            | Recorde da América    | Recorde da América (Americas)         | q                          | Classificado por melhor tempo (Qualified) |   |                                      |
| Melhor marca do ano  | Melhor marca do ano (World leading)          | Recorde asiático      | Recorde asiático (Asian)              | DNS                        | Não largou (Did not start)                |   |                                      |
| Recorde nacional     | Recorde nacional (National record)           | Recorde europeu       | Recorde europeu (European)            | DNF                        | Não terminou (Did not finish)             |   |                                      |
| Recorde pessoal      | Recorde pessoal do atleta (Personal best)    | Recorde da Oceania    | Recorde da Oceania (Oceania)          | DSQ / DQ                   | Desclassificado (Disqualified)            |   |                                      |
| Recorde da temporada | Recorde da temporada do atleta (Season best) | Recorde sul-americano | Recorde sul-americano (South America) | NM                         | Sem marca (No mark)                       |   |                                      |